# ستراژیسکو
ستراژیسکو (به چکی: Stražisko) یک منطقهٔ مسکونی در جمهوری چک است که در ناحیه پروستییوو واقع شده‌است. ستراژیسکو ۳٫۵۴ کیلومتر مربع مساحت و ۴۳۳ نفر جمعیت دارد و ۴۰۷ متر بالاتر از سطح دریا واقع شده‌است.